# William Greaves
William Greaves (Harlem, 8 de outubro de 1926 — Manhattan, 25 de agosto de 2014) foi um cineasta documentarista norte-americano, conhecido como um dos pioneiros do cinema afro-americano.